# کلارنس میوس
کلارنس میوس (انگلیسی: Clarence Muse؛ ‏ ۱۴ اکتبر ۱۸۸۹ – ۱۳ اکتبر ۱۹۷۹) آهنگساز، فیلم‌نامه‌نویس، بازیگر، کارگردان و تهیه‌کننده اهل ایالات متحده آمریکا بود. وی بین سال‌های ۱۹۲۱ تا ۱۹۷۹ میلادی فعالیت می‌کرد.
از فیلم‌ها یا برنامه‌های تلویزیونی که وی در آن نقش داشته‌است، می‌توان به قایق نمایش، یک عاشقانه سلطنتی، بلندپرواز باش، سوارکاری در اوج، خیابان اسکارلت، کشتی هوایی، پورگی و بس، سایه یک شک، غرامت مضاعف، شب و روز، داستان‌های منهتن، تحت هر شرایطی، لاغرخان میره خونه، بهشت می‌تواند صبر کند، نخستین بانوی فروشنده دوره‌گرد، فریسکو جنی، پرواز به ریو، خورشید به‌روشنی می‌درخشد، کنت مونت کریستو، ماجراهای اسب سیاه، برادوی بیل، هاکلبری فین، مریلند، و تهدید عمومی اشاره کرد.